# Liste der Kreisstraßen im Landkreis Görlitz

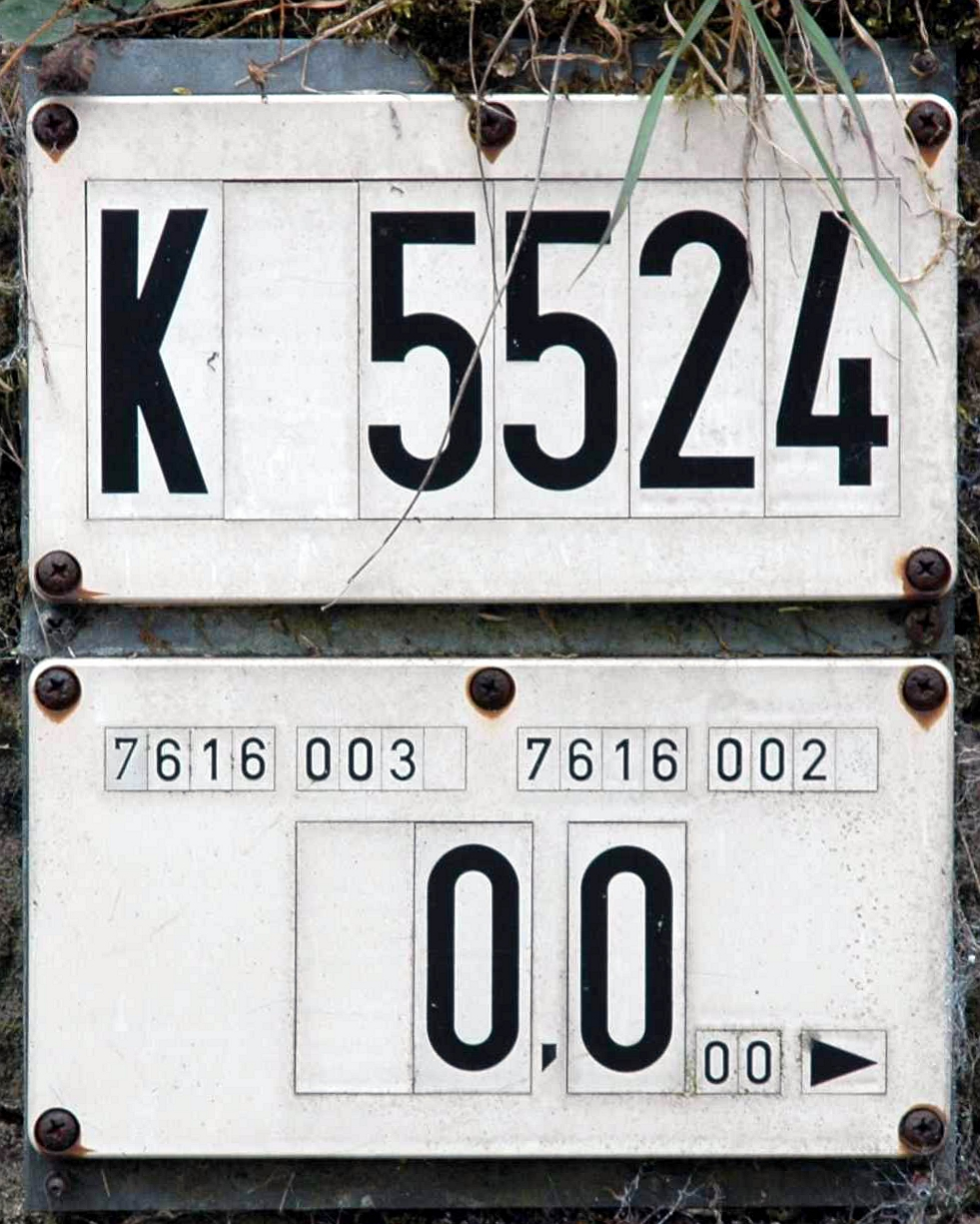
Stationszeichen

Die Liste der Kreisstraßen im Landkreis Görlitz ist eine Auflistung der Kreisstraßen im sächsischen Landkreis Görlitz.

## Abkürzungen
- K: Kreisstraße
- S: Staatsstraße

## Listen
Die Kreisstraßen behalten die ihnen zugewiesene Nummer nicht bei einem Wechsel in einen anderen Landkreis oder in eine kreisfreie Stadt. Nicht vorhandene bzw. nicht nachgewiesene Kreisstraßen sind kursiv gekennzeichnet, ebenso Straßen und Straßenabschnitte, die unabhängig vom Grund (Herabstufung zu einer Gemeindestraße oder Höherstufung) keine Kreisstraßen mehr sind.
Der Straßenverlauf wird in der Regel von Nord nach Süd und von West nach Ost angegeben.

### StadtGörlitz
| Nr.    | Verlauf |
| ------ | --- |
| K 6302 | K 8402 – Girbigsdorfer Straße – – Girbigsdorfer Straße – |
| K 6303 | S 125 – Dorfstraße – K 8403 |
| K 6304 | – Biesnitzer Straße – Promenadenstraße – Friedersdorfer Straße – An der Landeskrone – |
| K 6334 | K 8434 – Krauschaer Straße – Rothenburger Landstraße – Rothenburger Straße – Am Stockborn – Am Hirschwinkel – Nikolaigraben – Hugo-Keller-Straße – Grüner Graben – Pontestraße – Christoph-Lüders-Straße – |

### AltkreisNiederschlesische Oberlausitz
| Nr.    | Verlauf |
| ------ | --- |
| K 8401 | K 8481 – Sprey – Bärwalde – |
| K 8402 | S 122 – Arnsdorf – Hilbersdorf – Königshain – K 8435 – Girbigsdorf – S 125 – K 6302                                                                        |
| K 8403 | K 6303 – Pfaffendorf – S 111 – Jauernick – S 111 – Friedersdorf – S 128 in Schönau-Berzdorf a. d. Eigen                                                    |
| K 8406 | (K 7206 im Landkreis Bautzen) – Kreisgrenze – S 55 in Gebelzig                                                                                             |
| K 8408 | K 8608 – K 8409 in Sohland a. Rotstein |
| K 8409 | – Sohland a. Rotstein – K 8408 – S 129 in Kemnitz |
| K 8410 | ( in Polen) – Staatsgrenze – Podrosche – S 127 |
| K 8411 | S 127 in Lodenau – Neusorge – K 8415 – Bremenhain – K 8412 – S 127 in Rothenburg/O.L.                                                                      |
| K 8412 | K 8411 in Bremenhain – Dunkelhäuser – K 8413 – Uhsmannsdorf – K 8417 – Uhsmannsdorf West                                                                   |
| K 8413 | Hammerstadt – Werda – Rietschen – Neuhammer – Daubitz – Quolsdorf – Hähnichen – K 8415 – Spree – K 8417 – Dunkelhäuser – K 8412 – S 127 in Rothenburg/O.L. |
| K 8415 | – Hähnichen – K 8413 – K 8411 in Neusorge |
| K 8416 | Kosel West – Kosel – Trebus – Trebus Ost |
| K 8417 | K 8413 – Uhsmannsdorf – K 8412 – Horka – S 121 – K 8432 – K 8433 – Särichen – in Kodersdorf                                                                |
| K 8431 | S 127 in Deschka – Staatsgrenze – (Polen) |
| K 8432 | S 121 in Horka – Biehain – Kaltwasser – K 8434 in Klein Krauscha                                                                                           |
| K 8433 | K 8417 – Mückenhain – K 8434 in Kodersdorf-Bahnhof |
| K 8434 | – Kodersdorf – Kodersdorf-Bahnhof – K 8433 – Klein Krauscha – K 8432 – Groß Krauscha – 127 – K 6334                                                        |
| K 8435 | K 8402 in Königshain – Feldhäuser – in Reichenbach/O.L. |
| K 8452 | S 111 in Schöps – Goßwitz – Zoblitz – |
| K 8453 | S 111 in Wasserkretscham – Buchholz – Tetta – S 122 in Melaune                                                                                             |
| K 8455 | S 55 – Thräna – Diehsa – S 122 in Jänkendorf |
| K 8456 | S 109 in Steinölsa – Kollm – K 8457 – Diehsa – K 8455 – S 122 – Nieder Seifersdorf – Thiemendorf – Wiesa – in Niederrengersdorf                            |
| K 8457 | S 55 – Groß Radisch – Kollm – K 8456 – Talsperre Quitzdorf – S 109 in Sproitz                                                                              |
| K 8458 | S 109 in Dauban – S 55 in Weigersdorf |
| K 8470 | Petershain – S 121 in Moholz |
| K 8471 | S 121 in Mücka – Förstgen – K 8472 – S 55/S 109 |
| K 8472 | S 131 – Klitten – S 121 – Klein-Oelsa – Klein-Oelsa Ausbau – Zimpel – Tauer – K 8471 in Förstgen                                                           |
| K 8475 | in Boxberg/O.L. – Nochten – |
| K 8476 | S 130 in Schleife – Trebendorf – S 126 in Weißwasser/O.L.                                                                                                  |
| K 8478 | (K 7103 im Landkreis Spree-Neiße, Brandenburg) – Landesgrenze – Halbendorf – S 126 – Kromlau – Gablenz – K 8479 – / – K 8480 in Bad Muskau                 |
| K 8479 | K 8478 in Gablenz – |
| K 8480 | (L 89 in Brandenburg) – Landesgrenze – Bad Muskau – K 8478 – – S 127 in Sagar                                                                              |
| K 8481 | (K 9281 im Landkreis Bautzen) – Kreisgrenze – K 8401 – – S 131 in Boxberg/O.L. (Spreestraße)                                                               |

### AltkreisLöbau-Zittau
| Nr.    | Verlauf |
| ------ | --- |
| K 8601 | (K 7201 im Landkreis Bautzen) – Kreisgrenze – Streitfeld – K 8678 |
| K 8602 | – Lindenberg – Kreisgrenze – (K 7202 im Landkreis Bautzen) |
| K 8607 | (K 7207 im Landkreis Bautzen) – Kreisgrenze – Carlsbrunn – S 112 in Kittlitz |
| K 8608 | S 129 – K 8408 |
| K 8609 | K 8409 – S 129 in Kemnitz |
| K 8610 | /S 112 in Löbau – S 115 – K 8681 – Ebersdorf – Ottenhain – S 143 – Strahwalde – Herrnhut – K 8613 – S 144 – Euldorf – S 128 in Großhennersdorf                                                                               |
| K 8613 | K 8610 in Herrnhut – Berthelsdorf – Rennersdorf/O.L. – K 8614 – Kunnersdorf a. d. Eigen – S 128 in Bernstadt a. d. Eigen |
| K 8614 | K 8613 in Rennersdorf/O.L. – S 144 |
| K 8615 | S 128 in Großhennersdorf – Neundorf auf dem Eigen – K 8617 in Dittersbach a. d. Eigen |
| K 8616 | /S 129 in Ostritz – Staatsgrenze – (Polen) |
| K 8617 | S 128 – Kiesdorf a. d. Eigen – S 129 – Dittersbach a. d. Eigen – K 8615 – Burkersdorf – K 8630 – K 8631 – Wittgendorf – K 8633 – Oberseifersdorf – K 8634 – – Mittelherwigsdorf – K 8618 – K 8637 – S 139 – S 137 in Hörnitz |
| K 8618 | in Niederoderwitz – K 8617 in Mittelherwigsdorf |
| K 8629 | – S 112 |
| K 8630 | K 8613 in Burkersdorf – Schlegel – K 8632 – |
| K 8631 | S 128 in Großhennersdorf – K 8617 – Dittelsdorf – K 8632 – in Hirschfelde |
| K 8632 | K 8630 in Schlegel – Dittelsdorf – K 8631 – K 8633 in Wittgendorf |
| K 8633 | K 8617 in Wittgendorf – K 8632 – |
| K 8634 | K 8617 in Oberseifersdorf – |
| K 8635 | K 8636 in Eckartsberg – Radgendorf – |
| K 8636 | S 132 in Eckartsberg – K 8635 – in Zittau |
| K 8637 | K 8617 in Mittelherwigsdorf – S 132 in Zittau |
| K 8638 | S 133 in Zittau – Olbersdorf Niederdorf – Olbersdorf Oberdorf – S 133 – K 8639 in Städtel |
| K 8639 | S 134 – Olbersdorf Oberdorf – S 133 – Städtel – K 8638 – S 132 in Eichgraben |
| K 8640 | S 138 – S 134 in Hänischmühe |
| K 8641 | K 8651 – Stern – Hain – S 133 |
| K 8651 | S 135 in Großschönau – S 136 – K 8652 – Jonsdorf – S 134 – K 8641 – Staatsgrenze – (27017 in Tschechien) |
| K 8652 | K 8653 – K 8651 |
| K 8653 | S 136 – K 8652 – Waltersdorf Süd |
| K 8654 | K 8656 in Hainewalde – K 8655 – S 137 |
| K 8655 | S 139 in Mittelherwigsdorf – Hainewalde – K 8654 – S 137 in Großschönau |
| K 8656 | S 128 – S 139 – Hainewalde – K 8654 – S 137 in Großschönau |
| K 8668 | S 149 – Neugersdorf – K 8674 [– Abzweig zur Staatsgrenze – (26328 in Tschechien)] – S 140/S 148 |
| K 8671 | S 148 in Großschweidnitz – Niedercunnersdorf – Obercunnersdorf – K 8672 – Kottmarhäuser – in Eibau |
| K 8672 | in Ebersbach/Sa. – Kottmarsdorf – S 148 – Obercunnersdorf – K 8671 – /S 143 |
| K 8674 | S 148 – Großschweidnitz – K 8678 – Dürrhennersdorf – K 8677 – Neuschönberg – K 8675 – in Ebersbach/Sa. |
| K 8675 | K 8677 in Schönbach – Wilhelmshöhe – K 8674 |
| K 8676 | in Neusalza-Spremberg – Neuspremberg – Neufriedersdorf – in Friedersdorf (Spree) |
| K 8677 | S 152 in Beiersdorf – Schönbach – S 151 – K 8675 – Dürrhennersdorf – K 8674 – S 148 |
| K 8678 | (K 7233 im Landkreis Bautzen) – Kreisgrenze – Kleindehsa – S 115 – Streitfeld – K 8601 – Lawalde – S 152 – S 151 – K 8674 |
| K 8681 | /S 151 – Löbau – S 115 – K 8610 – Galgenberg – S 143 in Herwigsdorf bei Löbau |
| K 8682 | – Dolgowitz – S 143 in Bischdorf |
| K 8683 | S 115 in Großdehsa – Nechen – Laucha – Kittlitz – S 112 – S 122 – Georgewitz – K 8685 – – Wendisch-Paulsdorf – S 129 |
| K 8685 | S 122 in Kleinradmeritz – Bellwitz – K 8683 in Georgewitz |
| K 8686 | S 111 – Altcunnewitz – Lautitz – Glossen – S 122 in Kleinradmeritz |